# Sziklás-hegység
A Sziklás-hegység (angolul Rocky Mountains vagy The Rockies) hegylánc Észak-Amerikában. Több mint 4800 kilométer hosszan nyúlik el a kanadai Brit Columbia legészakibb részétől az Amerikai Egyesült Államok Új-Mexikó államáig. Legmagasabb csúcsa a Colorado államban található Mount Elbert (4401 méter).

## Fekvése
A Sziklás-hegységet a Kanadában használt definíciók az észak-amerikai Pacifikus Kordillerák néven ismert nagy tájegység részének tekintik, ugyanakkor nem része az Észak-amerikai Parti-hegységnek, amelynek vonulatai a kontinens nyugati partvonalán futnak.
Keleti vonulatai a kontinens középső részében elhelyezkedő Belső alföldek fölé emelkednek, köztük a Front-hegység, amely Észak-Új-Mexikótól Észak-Coloradóig fut, a wyomingi Wind River-hegység és Nagy Szarv-hegység (Big Horn Mountains), a montanai Crazy-hegység és Rocky Mountain Front, az albertai Clark-hegység és a kanadai Kontinentális hegység vonulatai. A kanadai Sziklás-hegység legmagasabb csúcsa a Robson-hegy (Mount Robson, 3954 méter).
A Sziklás-hegység nyugati láncai, mint a utahi Salt Lake City közelében található Wasatch-hegység a Nagy-medencét (Great Basin) választják el a még nyugatabbra húzódó hegyektől.
A Sziklás-hegység nem nyúlik át Yukonba, Alaszkába, vagy Brit Columbia középső vidékeire.

## Turizmus

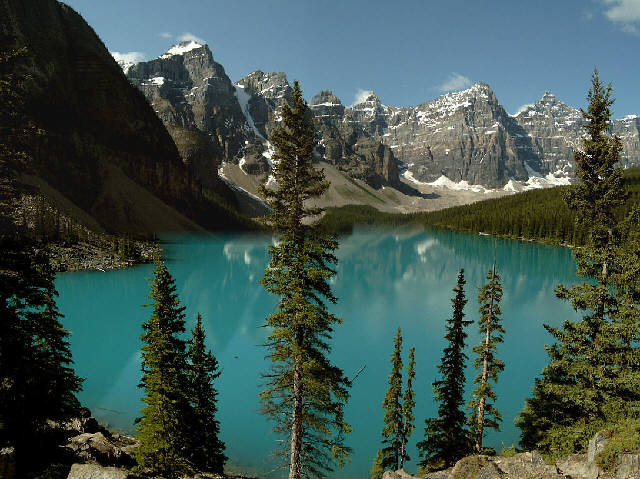
A Moraine-tó és a Tíz Csúcs Völgye a Banff Nemzeti Parkban, a kanadai Albertában

A Sziklás-hegység évente turisták millióit vonzza gyönyörű környezetével és szórakozási lehetőségeivel. A hegységben az angol nyelvet beszélik legtöbben, azonban vannak spanyol illetve amerikai őslakos nyelvi közösségek is. Kanadában található nemzeti parkokban a francia a másik hivatalos nyelv. Az egész világról érkeznek ide túrázni, kempingezni vagy hegyi sportokat űzni.
A nyári időszakban kedvelt turistacélpontok:
Az Egyesült Államokban
- Yellowstone Nemzeti Park
- Pikes Peak
- Rocky Mountain Nemzeti Park
- Grand Teton Nemzeti Park
- Glacier Nemzeti Park

Kanadában
A hegység területén a következő nemzeti parkok találhatók:
- Banff Nemzeti Park
- Jasper Nemzeti Park
- Kootenay Nemzeti Park
- Waterton-tavak Nemzeti Park
- Yoho Nemzeti Park

A Glacier Nemzeti Park Montanában és a Waterton Nemzeti Park Albertában határosak egymással és együttesen a Waterton-Glacier Nemzetközi Békeparknak nevezik őket. Télen a legtöbben a síelés miatt látogatnak el a hegységbe.

A Sziklás-hegység kelet felől nézve Denvernél

## Fordítás
Ez a szócikk részben vagy egészben  a   Rocky Mountains#Tourism című angol Wikipédia-szócikk fordításán alapul.  Az eredeti cikk szerkesztőit annak laptörténete sorolja fel. Ez a jelzés csupán a megfogalmazás eredetét és a szerzői jogokat jelzi, nem szolgál a cikkben szereplő információk forrásmegjelöléseként.

## Külső hivatkozások
- A Sziklás-hegység születése – Pangea.blog.hu, 2015. augusztus 16.